# Garrey
Garrey ist eine französische Gemeinde mit 215 Einwohnern (Stand 1. Januar 2022) im Département Landes in der Region Nouvelle-Aquitaine (vor 2016: Aquitanien). Die Gemeinde gehört zum Arrondissement Dax und zum Kanton Coteau de Chalosse.
Der Name könnte vom gascognischen Präfix garr- abgeleitet sein, der bestimmte Baumessenzen bezeichnet. Dies trifft auch auf das gascognische Wort garrigau zu, das „mit Wald bedecktes Land“ oder „aus Eichen bestehendes Dickicht“ bedeutet und die natürliche Umgebung der Gemeinde beschreibt.
Die Einwohner werden Garreyois und Garreyoises genannt.

## Geographie
Garrey liegt ca. 12 km südöstlich von Dax in der Landschaft Chalosse der historischen Provinz Gascogne.
Umgeben wird Garrey von den Nachbargemeinden:
|  | Sort-en-Chalosse                            | Poyartin |
|  | Kompassrose, die auf Nachbargemeinden zeigt | Ozourt   |
|  | Clermont                                    |          |

Garrey liegt im Einzugsgebiet des Flusses Adour. Einer seiner Nebenflüsse, der Luy, markiert die Grenze zu den östlichen und südlichen Nachbargemeinden Ozourt und Clermont.

## Geschichte
Die Geschicke des Mittelalters wurden schnell von der englischen Besetzung bestimmt, die ihren Beginn im 11. Jahrhundert sah und mit dem Ende des Hundertjährigen Kriegs im Jahre 1453 endete. Die Hugenottenkriege zwischen protestantischen und katholischen Parteien tobten im 16. und 17. Jahrhundert. Mit der Herrschaft des französischen Königs Heinrich IV. und dem Edikt von Nantes aus dem Jahre 1598 kehrte endlich der Friede ein. Markante Persönlichkeiten bestimmten die Geschichte der Gemeinde. Der Geistliche Darjou beispielsweise war Pfarrer der Gemeinde zwischen 1638 und 1681. Ein anderer Geistlicher namens Soustrar führte ein bewegtes Leben im 18. Jahrhundert. Er landete mehrmals im Gefängnis, vor allem als er sich weigerte, während der Französischen Revolution den verlangten Eid auf die Zivilverfassung des Klerus zu leisten. Die Familie Batbedat war in der Zeit des Ancien Régime eine der bedeutendsten Familien der Region. Am Ende des 18. Jahrhunderts gehörte allerdings der Enkeltochter von  Léonard de Poyanne das Dorf. Bestimmte Besitztümer wurden während der Französischen Revolution als Nationalgut verkauft. Das 19. Jahrhundert wurde bestimmt durch die Ausweitung der Kultivierung von Mais und von Eichen.

### Einwohnerentwicklung
Nach Beginn der Aufzeichnungen stieg die Einwohnerzahl in der Mitte des 19. Jahrhunderts auf einen Höchststand von rund 300. In der Folgezeit sank die Größe der Gemeinde bei kurzen Erholungsphasen bis zu den 1970er Jahren auf 155 Einwohner, bevor eine moderate Wachstumsphase einsetzte, die die Größe auf ein Niveau von rund 180 Einwohnern hob.
| Jahr      | 1962 | 1968 | 1975 | 1982 | 1990 | 1999 | 2006 | 2010 | 2022 |
| --------- | ---- | ---- | ---- | ---- | ---- | ---- | ---- | ---- | ---- |
| Einwohner | 174  | 172  | 156  | 161  | 189  | 181  | 181  | 179  | 215  |

## Sehenswürdigkeiten
- Pfarrkirche Notre-Dame. Ihr Langhaus mit drei Kirchenschiffen wird durch einen halbrunden Chor verlängert. Im Westen befindet sich eine Vorhalle und ein Glockenturm mit einer Haube mit aufgesetztem, polygonalem Helm, der mit Schiefer gedeckt ist. Der Chor zeichnet sich durch die Wandmalerei auf seinem Kesselgewölbe aus. Sie datiert vermutlich aus dem 19. Jahrhundert und zeigt im Zentrum die Taube des Heiligen Geistes im Strahlenkranz. Im Mittelpunkt des Altarretabels ist ein 2 m hohes und 1,80 m breites Ölgemälde aus dem späten 18. oder frühen 19. Jahrhundert. Der obere Teil des Werkes ist eine Kopie eines Gemäldes von Tizian und stellt Marias Aufnahme in den Himmel dar. Der Tabernakel aus vergoldetem Holz wird flankiert von zwei betenden Engeln und überragt von einem Baldachin in Kuppelform. Das Gesamtwerk des Altars mit seinem Retabel datiert aus dem 18. Jahrhundert und wurde 1990 neu vergoldet. Zwei lebensgroße Statuen der Heiligen Joachim und Josef sind zur gleichen Zeit entstanden und flankieren den Altar in Nischen. Die beschriebenen und weitere Ausstattungsgegenstände der Kirche sind seit dem 18. Juli 1977 in der Kategorie Objekte als Monuments historiques klassifiziert.[7][8][9][10][11]

## Wirtschaft und Infrastruktur
Landwirtschaft und Baugewerbe sind die wichtigsten Wirtschaftsfaktoren der Gemeinde.

### Bildung
Die Gemeinde verfügt über eine öffentliche Grundschule mit 27 Schülerinnen und Schülern im Schuljahr 2017/2018.

### Verkehr
Garrey ist erreichbar über die Routes départementales 15, 58, 107 und 324.